# پایین پایین
پایین پایین (به انگلیسی: Low Down) فیلمی محصول سال ۲۰۱۴ و به کارگردانی جف پریس است. در این فیلم بازیگرانی همچون جان هاکس، ال فانینگ، لینا هیدی، گلن کلوز، فلی، تارین منینگ، پیتر دینکلیج، تیم دالی، بیلی دراگو، بورن گورمن، لیندا وانگ، کلب لندری جونز و رین فینیکس ایفای نقش کرده‌اند.